# Stanisław Kmiecik
Stanisław Kmiecik (ur. 2 listopada 1971 w Klęczanach) – polski artysta malarz, tworzący za pomocą ust i stóp. Członek Światowego Związku Artystów Malujących Ustami i Nogami (Vereinigung der Mund- und Fussmalenden Künstler).

## Życiorys
Stanisław Kmiecik urodził się w 2 listopada 1971 r. w Klęczanach, koło Nowego Sącza w województwie małopolskim. Urodził się bez rąk. W wieku pięciu lat rozpoczął pierwsze samodzielne próby rysowania ustami, a następnie stopami.
Od 1989 roku jest stypendystą Światowego Związku Artystów Malujących Ustami i Nogami (VDMFK), a w 2005 roku został jego pełnoprawnym członkiem zrzeszonym.
Prywatnie związany z Moniką Woszczyńską-Kmiecik, z którą prowadzi spotkania motywacyjne oraz wspiera rozwój artystyczny dzieci. Interesuje się motoryzacją – używając nóg samodzielnie prowadzi samochód. Uczestniczył także w rajdach terenowych typu 4x4. Pasjonuje się również muzyką rockową i metalową.

## Działalność społeczna
Artysta angażuje się w działalność edukacyjną i społeczną. Regularnie spotyka się z dziećmi, młodzieżą szkolną, studentami oraz osobami starszymi w ich miejscach pracy, nauki czy działalności społecznej. W spotkaniach uczestniczy też często jego żona, wspólnie z którą inspirują i motywują innych do pokonywania barier.

## Twórczość
Kmiecik jest samoukiem, który tworzy w różnych technikach malarskich: farbami olejnymi, akrylowymi, pastelami, akwarelą, temperą oraz ołówkiem. Jego twórczość obejmuje zarówno realistyczne pejzaże i portrety, jak i kompozycje inspirowane muzyką, szczególnie rockową i metalową.
Ulubione tematy malarskie Stanisława Kmiecika to:
- krajobraz rodzinnych okolic
- martwa natura
- akt
- surrealistyczne osobiste wizje[5]

Artysta prezentuje swoje prace na licznych wystawach indywidualnych i zbiorowych zarówno w Polsce, jak i za granicą. Od 1993 roku współpracuje także z polskim wydawnictwem A.M.U.N. z Raciborza, specjalizującym się w promowaniu artystów malujących ustami i nogami poprzez wydawanie kalendarzy, kartek okolicznościowych i reprodukcji dzieł sztuki.

## Wyróżnienia i odznaczenia
Stanisław Kmiecik za swoją działalność i twórczość otrzymał szereg nagród i wyróżnień.
W 2011 roku zdobył III miejsce w międzynarodowym konkursie z okazji 50-lecia Światowego Związku Artystów Malujących Ustami i Nogami (VDMFK). Konkurs ten zgromadził ponad 500 prac z 60 krajów.
W 2018 roku otrzymał wyróżnienie w konkursie „Lodołamacze” w kategorii „Lodołamacz Specjalny” organizowanym przez Państwowy Fundusz Rehabilitacji Osób Niepełnosprawnych (PFRON). Nagroda ta jest przyznawana osobom przełamującym bariery w integracji osób z niepełnosprawnościami.
W 2019 roku został uhonorowany Medalem 100-lecia Odzyskania Niepodległości przyznanym przez premiera Mateusza Morawieckiego.
W 2020 roku otrzymał tytuł „Człowieka bez barier”, przyznawany przez Stowarzyszenie Przyjaciół Integracji osobom z niepełnosprawnościami, które swoją działalnością społeczną stanowią wzór do naśladowania.